# Pier Angelo Manzaroli
Pier Angelo Manzaroli (ur. 25 marca 1969 w Rimini) – sanmaryński piłkarz występujący na pozycji pomocnika, reprezentant San Marino w latach 1991–2001, trener piłkarski.

## Kariera klubowa
Manzaroli karierę na poziomie seniorskim rozpoczął w sezonie 1991/92 w Calcio San Marino. W latach 1991–1998 występował z tym klubem na V i VI poziomie rozgrywkowym Włoch. W sezonie 1998/99 grał w Olympii Secchiano. Latem 1999 roku został zawodnikiem SS Pennarossa. W sezonie 2002/03 zdobył Superpuchar San Marino po pokonaniu 3:1 SS Virtus. Dotarł również ze swoim zespołem do finału play-off o mistrzostwo kraju oraz do finału Pucharu San Marino. W sezonie 2003/04 był grającym trenerem SS Pennarossa i wywalczył mistrzostwo oraz Superpuchar San Marino. W czerwcu 2004 roku objął posadę grającego trenera AC Libertas, z którym zdobył Puchar San Marino 2006. W 2008 roku zakończył karierę zawodniczą.

## Kariera reprezentacyjna
13 października 1991 Manzaroli zadebiutował w reprezentacji San Marino w meczu przeciwko Bułgarii (0:4) w kwalifikacjach Mistrzostw Europy 1992. W spotkaniu tym wszedł on na boisko w 78. minucie, zastępując Pier Domenico Della Valle. 10 marca 1993 wystąpił w zremisowanym 0:0 spotkaniu z Turcją w eliminacjach Mistrzostw Świata 1994, w którym San Marino zdobyło pierwszy w historii punkt w meczach kwalifikacyjnych. 25 kwietnia 2001 zagrał w zremisowanym 1:1 spotkaniu z Łotwą w Rydze, w którym San Marino zdobyło drugi punkt w eliminacjach mistrzostw świata i po raz pierwszy nie poniosło porażki na wyjeździe. Ogółem w latach 1991-2001 Manzaroli zaliczył w drużynie narodowej 38 występów, nie zdobył żadnej bramki.

## Kariera trenerska
Latem 2003 roku objął posadę grającego trenera SS Pennarossa, z którą w sezonie 2003/04 zdobył krajową potrójną koronę – były to pierwsze trofea wywalczone przez ten klub od momentu jego powstania. Pod koniec rozgrywek oznajmił, iż po sezonie opuści zespół. W latach 2004–2008 był grającym trenerem AC Libertas, który doprowadził zwycięstwa w Pucharze San Marino 2006. W 2007 roku awansował z tym klubem do Pucharu UEFA 2007/08, w którym AC Libertas w dwumeczu z Drogheda United (1:1, 0:3) zdobył pierwszy punkt w historii występów sanmaryńskich drużyn w europejskich pucharach.
W 2008 roku Manzaroli rozpoczął pracę dla FSGC, będąc trenerem grup młodzieżowych w akademii Federazione Sammarinese i San Marino Calcio. Latem 2008 roku objął posadę trenera reprezentacji San Marino B. Jesienią tego samego roku San Marino B po raz pierwszy w historii awansowało do fazy pośredniej Pucharu Regionów UEFA, wyprzedzając w grupie preeliminacyjnej Komitat Baranya i Południowo-Wschodni Region Statystyczny. W latach 2009–2010 prowadził reprezentację San Marino U-15. W lutym 2010 roku rozpoczął pracę jako trener kadry San Marino U-21. Za jego kadencji San Marino zremisowało 0:0 z Grecją w eliminacjach Mistrzostw Europy 2013 oraz pokonało 1:0 Walię w eliminacjach Mistrzostw Europy 2015, co uznawane jest za największy sukces sanmaryńskiej piłki nożnej młodzieżowej.
15 lutego 2014 został mianowany selekcjonerem seniorskiej reprezentacji San Marino. 8 czerwca 2014 zadebiutował w towarzyskim meczu przeciwko Albanii w Serravalle (0:3). W swoim piątym meczu zremisował bezbramkowo z Estonią, dzięki czemu San Marino zdobyło pierwszy punkt w eliminacjach mistrzostw Europy i przerwało passę 61 porażek z rzędu. 31 grudnia 2017 odszedł ze stanowiska po tym, gdy nie zaoferowano mu nowego kontraktu. Łącznie poprowadził reprezentację San Marino w 25 oficjalnych spotkaniach, z których 1 zremisował i przegrał 24.
Statystyki
| San Marino | 2014–2017 | 25 | 0 | 1 | 24 | 0% | 4% | 96% | 3:105 | 3:105 |

W latach 2019–2021 pełnił funkcję szefa akademii Football’s Future Riccione. Latem 2021 roku objął posadę dyrektora technicznego w Scuola Calcio Serravalle.

## Sukcesy

### Jako piłkarz
SS Pennarossa
- mistrzostwo San Marino: 2003/04[2]
- Superpuchar San Marino: 2003[2]

AC Libertas
- Puchar San Marino: 2006

### Jako trener
SS Pennarossa
- mistrzostwo San Marino: 2003/04[2]
- Superpuchar San Marino: 2003[2]

AC Libertas
- Puchar San Marino: 2006

### Wyróżnienia
- Panchina d'Oro: 2006[25]